# ميغ مايرز
ميغ مايرز (بالإنجليزية: Meg Myers)‏ هي مغنية مؤلفة وملحنة أمريكية، ولدت في 6 أكتوبر 1986 في ناشفيل في الولايات المتحدة.

## وصلات خارجية
- ميغ مايرز على موقع IMDb (الإنجليزية)
- ميغ مايرز على موقع ميوزك برينز (الإنجليزية)
- ميغ مايرز على موقع أول ميوزيك (الإنجليزية)
- ميغ مايرز على موقع ديسكوغز (الإنجليزية)